# Leopold Zimmermann
Johannes Leopold Zimmermann (* 23. September 1904 in Düsseldorf; † 24. Oktober 1964 in Köln) war ein deutscher Politiker und Landtagsabgeordneter (CDU).

## Leben und Beruf
Nach dem Besuch der Volksschule und der Oberrealschule mit dem Abschluss der mittleren Reife absolvierte er eine Schlosserlehre. In Abendkursen bildete er sich weiter und war ab 1931 Inhaber einer Werkstatt für Radio- und Fernsehtechnik. 1940 legte er die Meisterprüfung ab. Er war Obermeister der Innung für Radio- und Fernsehtechnik und stellv. Kreishandwerksmeister in Köln.
Zimmermann war seit 1933 mit Marie Ottilie Amanda Brosemann verheiratet. Er starb im Alter von 60 Jahren in Köln-Nippes.

## Abgeordneter
Vom 21. Juli 1958 bis zum 20. Juli 1962 war Zimmermann Mitglied des Landtags des Landes Nordrhein-Westfalen. Er wurde im Wahlkreis 016 Köln-Stadt IV direkt gewählt.
Dem Stadtrat der Stadt Köln gehörte er von 1946 bis 1948 und von 1950 bis 1956 an.